# Prima Categoria Liguria 1960-1961
Il campionato di calcio di Prima Categoria 1960-1961 è stato il V livello del campionato italiano. A carattere regionale, fu il secondo campionato dilettantistico con questo nome dopo la riforma voluta da Zauli del 1958.
Questi sono i gironi organizzati dal Comitato Regionale Ligure per la regione Liguria.

## Girone A

### Squadre partecipanti
| Squadra                 | Città (provincia)     | Stagione precedente |
| ----------------------- | --------------------- | ------------------- |
| S.C. Alassio            | Alassio (SV)          |                     |
| U.S. Albenga            | Albenga (SV)          |                     |
| U.S. Albisola           | Albissola Marina (SV) |                     |
| U.S. Altarese           | Altare (SV)           |                     |
| S.S. Argentina          | Arma di Taggia (IM)   |                     |
| U.S. Cairese            | Cairo Montenotte (SV) |                     |
| U.S. Carcarese          | Carcare (SV)          |                     |
| U.S. Cengio             | Cengio (SV)           |                     |
| U.S. Cristoforo Colombo | Cogoleto (GE)         |                     |
| U.S. Dianese            | Diano Marina (IM)     |                     |
| U.S. Gagliardi Loanesi  | Loano (SV)            |                     |
| Pol. Quilianesi         | Quiliano (SV)         |                     |
| F.C. Vado               | Vado Ligure (SV)      |                     |
| F.B.C. Varazze          | Varazze (SV)          |                     |
| F.B.C. Veloce           | Savona (SV)           |                     |
| U.S. Ventimigliese      | Ventimiglia (IM)      |                     |

### Classifica finale
|  | Pos. | Squadra            | Pt | G  | V  | N  | P  | GF | GS | DR  |
|  | ---- | ------------------ | -- | -- | -- | -- | -- | -- | -- | --- |
|  | 1.   | Albenga            | 51 | 30 | 24 | 3  | 3  | 97 | 20 | +77 |
|  | 2.   | Alassio            | 44 | 30 | 19 | 6  | 5  | 69 | 29 | +40 |
|  | 3.   | Loanesi            | 43 | 30 | 19 | 5  | 6  | 87 | 31 | +56 |
|  | 3.   | Carcarese          | 43 | 30 | 19 | 5  | 6  | 53 | 30 | +23 |
|  | 5.   | Vado               | 41 | 30 | 19 | 3  | 8  | 59 | 33 | +26 |
|  | 6.   | Varazze            | 40 | 30 | 16 | 8  | 6  | 49 | 25 | +24 |
|  | 7.   | Cairese            | 38 | 30 | 15 | 8  | 7  | 50 | 37 | +13 |
|  | 8.   | Cengio             | 29 | 30 | 12 | 5  | 13 | 46 | 48 | -2  |
|  | 8.   | Dianese            | 29 | 30 | 10 | 9  | 11 | 45 | 53 | -8  |
|  | 10.  | Ventimigliese (-1) | 26 | 30 | 8  | 10 | 12 | 40 | 39 | +1  |
|  | 11.  | US Albisola 1909   | 21 | 30 | 7  | 7  | 16 | 43 | 58 | -15 |
|  | 11.  | Altarese           | 21 | 30 | 6  | 9  | 14 | 43 | 62 | -19 |
|  | 13.  | Cristoforo Colombo | 19 | 30 | 7  | 5  | 18 | 36 | 70 | -34 |
|  | 14.  | Quilianesi         | 14 | 30 | 3  | 8  | 19 | 19 | 73 | -54 |
|  | 15.  | Veloce Savona      | 11 | 30 | 3  | 5  | 22 | 35 | 85 | -50 |
|  | 16.  | Argentina          | 10 | 30 | 2  | 6  | 22 | 17 | 88 | -71 |

Legenda:
      Ammesso alle finali regionali.
      Retrocesso in Seconda Categoria.
  Retrocesso e in seguito riammesso.
Regolamento:
Due punti a vittoria, uno a pareggio, zero a sconfitta.
Note:
Ventimigliese ha scontato 1 punto di penalizzazione in classifica per una rinuncia.

## Girone B

### Squadre partecipanti
| Squadra                   | Città (provincia)                   | Stagione precedente |
| ------------------------- | ----------------------------------- | ------------------- |
| A.C. Arsenalspezia        | La Spezia                           |                     |
| U.S. Bolzanetese          | Genova (Quart. Bolzaneto)           |                     |
| Pol. Carlo Grasso         | Rapallo (GE)                        |                     |
| S.S. Croce Verde          | Genova (Quart. Sestri Ponente)      |                     |
| U.S. Don Bosco            | Genova (Quart. Sampierdarena)       |                     |
| G.S. Fincosit             | Genova (Quart. Sampierdarena)       |                     |
| U.S. Garel Edera          | Genova (Quart. Pra')                |                     |
| U.S. Lavagnese            | Lavagna (GE)                        |                     |
| U.S. Ovadese              | Ovada (AL)                          |                     |
| U.S. Pontedecimo          | Genova (Quart. Pontedecimo)         |                     |
| S.C. Riva Trigoso         | Riva Trigoso di Sestri Levante (GE) |                     |
| U.S. Rivarolese           | Genova (Quart. Rivarolo)            |                     |
| U.S. Sampierdarenese 1946 | Genova (Quart. Sampierdarena)       |                     |
| G.S. Liberi Sestresi      | Genova (Quart. Sestri Ponente)      |                     |
| U.I.T.E. Sez. Calcio      | Genova                              |                     |
| S.S. Vigili Urbani        | Genova                              |                     |

### Classifica finale
|  | Pos. | Squadra              | Pt  | G   | V   | N   | P   | GF  | GS  | DR  |
|  | ---- | -------------------- | --- | --- | --- | --- | --- | --- | --- | --- |
|  | 1.   | Lavagnese            | 49  | 30  | 20  | 9   | 1   | 66  | 14  | +14 |
|  | 2.   | Pontedecimo          | 48  | 30  | 20  | 8   | 2   | 60  | 23  | +37 |
|  | 3.   | Sampierdarenese 1946 | 39  | 30  | 14  | 11  | 5   | 41  | 29  | +12 |
|  | 4.   | Riva Trigoso         | 38  | 30  | 14  | 10  | 6   | 42  | 25  | +17 |
|  | 5.   | Arsenalspezia        | 34  | 30  | 13  | 8   | 9   | 33  | 22  | +11 |
|  | 5.   | Ovadese              | 34  | 30  | 13  | 8   | 9   | 42  | 37  | +5  |
|  | 7.   | U.I.T.E.             | 32  | 30  | 10  | 12  | 8   | 36  | 34  | +2  |
|  | 8.   | Fincosit             | 28  | 30  | 6   | 16  | 8   | 32  | 37  | -5  |
|  | 9.   | Don Bosco            | 26  | 30  | 7   | 12  | 11  | 28  | 34  | -6  |
|  | 9.   | Croce Verde          | 26  | 30  | 8   | 10  | 12  | 24  | 37  | -13 |
|  | 11.  | Garel Edera          | 25  | 30  | 7   | 11  | 12  | 36  | 32  | +4  |
|  | 11.  | Vigili Urbani Genova | 25  | 30  | 7   | 11  | 12  | 29  | 34  | -5  |
|  | 11.  | Bolzanetese          | 25  | 30  | 8   | 9   | 13  | 32  | 42  | -10 |
|  | 11.  | Rivarolese           | 25  | 30  | 6   | 13  | 11  | 32  | 45  | -13 |
|  | 15.  | Carlo Grasso         | 19  | 30  | 5   | 9   | 16  | 33  | 62  | -29 |
|  | 16.  | Liberi Sestresi      | 7   | 30  | 1   | 5   | 24  | 15  | 74  | -59 |
|  |      |                      | 480 | 480 | 159 | 162 | 159 | 581 | 581 | 0   |

Legenda:
      Ammesso alle finali regionali.
      Retrocesso in Seconda Categoria.
  Retrocesso e in seguito riammesso.
Regolamento:
Due punti a vittoria, uno a pareggio, zero a sconfitta.

## Finali per il titolo e la promozione
|           | Risultati |           | Luogo e data            |
| --------- | --------- | --------- | ----------------------- |
| Lavagnese | 0 - 1     | Albenga   | Lavagna, 11 giugno 1961 |
|           |           |           |                         |
| Albenga   | 2 - 0     | Lavagnese | Albenga, 18 giugno 1961 |
|           |           |           |                         |